# آلی میلز
آلی میلز (به انگلیسی: Alley Mills) با نام اصلی آلسیون میلز (به انگلیسی: Allison Mills) که با نام دیگر آلی بین (به انگلیسی: Alley Bean) نیز شناخته می‌شود زادهٔ ۹ ژوئن ۱۹۵۲ یک هنرپیشه اهل ایالات متحده آمریکا است. وی از سال ۱۹۶۵ (میلادی) تاکنون مشغول کار بوده‌است.

## فیلم‌شناسی

### فیلم
- خاطرات یک زن خانه‌دار دیوانه (۱۹۷۰)

### مجموعه تلویزیونی
- خانواده والتون (مجموعه تلویزیونی) (۱۹۷۸)
- لو گرانت (مجموعه تلویزیونی) (۱۹۸۱)
- پزشک دهکده (۱۹۹۳-۱۹۹۷)
- چشم، عزیزم (۲۰۰۱-۲۰۰۵)
- سابرینا جادوگر نوجوان (۲۰۰۲-۲۰۰۳)
- جسور و زیبا (۲۰۰۳)